# Xã Otho, Quận Webster, Iowa
Xã Otho (tiếng Anh: Otho Township) là một xã thuộc quận Webster, tiểu bang Iowa, Hoa Kỳ. Năm 2010, dân số của xã này là 901 người.